# Ghose (K.H.), Khanapur
Ghose (K.H.) là một làng thuộc tehsil Khanapur, huyện Belgaum, bang Karnataka, Ấn Độ.